# Nephelium hamulatum
Espèce
Statut de conservation UICN

 VU B1+2c : Vulnérable
Nephelium hamulatum est une espèce de plantes du genre Nephelium de la famille des Sapindaceae.